# 그림자들
그림자들(Shadows)은 미국에서 제작된 존 카사베츠 감독의 1959년 드라마 영화이다. 벤 카루더스 등이 주연으로 출연하였다.
이 영화는 처음에 1957년에 촬영되었고 1958년 상영되었으나 좋지 않은 평가로 인해 카사베츠 감독에 의해 1959년 재작업에 들어갔다.
영화학자들은 그림자들을 미국 독립 영화의 초석으로 간주한다.

## 출연

### 주연
- 벤 카루더스
- 렐리아 골도니

### 조연
- 휴 허드
- 안소니 레이
- 데니스 살라스
- 톰 알렌

## 제작진
- 협력프로듀서: 세이무어 카셀